# Alessandro della Spina
Alessandro della Spina, né au XIIIe siècle à Pise où il est mort en 1313, est un dominicain italien à qui on a attribué l’invention des lunettes.

## Biographie
Ce moine dominicain faisait partie, dans la seconde moitié du XIIIe siècle, du monastère de l'église de Santa Caterina d'Alessandria de Pise, dont l'histoire est connue par un manuscrit, la Chronica antiqua, chronique pisane du XIVe siècle. Cette chronique le dépeint comme un copiste et enlumineur modeste, très intelligent et très versé en mécanique, « capable de refaire tout ce qu'il voyait ».
En 1305, Giordano da Pisa (Jourdan ou Jourdain de Pise), moine du même monastère, en parle dans un de ses sermons, qui sont connus par l'intermédiaire d'auditeurs laïcs qui les ont rédigés tels qu'ils les avaient entendus. Giordano aurait ainsi déclaré que les lunettes dataient de moins de vingt ans et qu’il avait bien connu leur créateur, mais sans donner son nom. 

## Interprétations
Au XVIIe siècle, Carlo Dati a avancé que Giordano voulait parler de della Spina. Il n'avait pas accès au manuscrit Chronica antiqua, mais il se basait sur une transcription de son ami Francesco Redi qui avait altéré le texte par modification ou omission de phrases. À la mort de Dati en 1676, Redi publia une Lettera sur l'invention des lunettes par della Spina, en falsifiant aussi bien la Chronica antiqua que le sermon de Giordano de Pise.
Dans le contexte de l'époque, au XVIIe siècle italien, on voulait donner un nom et une patrie à l'inventeur des lunettes. Par esprit de clocher, chacun voulait que ce soit un concitoyen de sa propre ville. 
À la même époque, Ferdinando Leopoldo Del Migliore essaya d'abord de faire de della Spina un Florentin, puis en 1684, il réalisa lui aussi des faux pour attribuer l’invention des lunettes à son concitoyen florentin Salvino degli Armati. Le mythe de Salvino, inventeur des lunettes, s'est transmis jusqu'au XXe siècle. Ce n’est qu’en 1920 que la fabrication de ce faux a été révélée par le philologue Isidoro del Lungo.
En 1956, l'historien Edward Rosen a publié une histoire détaillée des faux délibérés ou erreurs sur l'invention des lunettes, transmis d'un auteur à l'autre, depuis le XVIIe siècle. Par exemple, selon Rosen, Allessandro della Spina était bien moine à Pise, mais il n'était pas natif de cette ville.